# Bacanius niponicus
Bacanius niponicus är en skalbaggsart som beskrevs av Lewis 1879. Bacanius niponicus ingår i släktet Bacanius och familjen stumpbaggar. Inga underarter finns listade i Catalogue of Life.